# Philip Hindes
Philip Hindes MBE (Krefeld, 22 de setembro de 1992) é um ciclista britânico, especialista em velocidade. É medalhista nos Jogos Olímpicos de Londres 2012, na prova de velocidade por equipes.
Hindes é filho de mãe alemã e pai de um soldado britânico que estava servindo na Alemanha. Na época de sua juventude, foi representante deste país, até que ele se mudou definitivamente para o Reino Unido.